# Hrabstwo Massac
Hrabstwo Massac – hrabstwo w USA, w stanie Illinois, według spisu z 2000 roku liczba ludności wynosiła 15 161. Siedzibą hrabstwa jest Metropolis.

## Geografia
Według spisu hrabstwo zajmuje powierzchnię 627 km², z czego 619 km² stanowią lądy, a 8 km² (1,26%) stanowią wody. Hrabstwo Macon nazywane jest często Sercem Illinois, jako że znajduje się w centralnej części stanu.

### Sąsiednie hrabstwa
- Hrabstwo Pope – północ
- Hrabstwo Livingston – wschód
- Hrabstwo McCracken – południe
- Hrabstwo Pulaski – zachód
- Hrabstwo Johnson – północny zachód

Stan Illinois na mapie USA

## Historia
Hrabstwo Massac powstało w 8 lutego 1843 roku z terenów hrabstwa Johnson i Pope. Nazywa pochodzi od Fortu Massac, zbudowanego przez francuzów podczas brytyjskiej wojny z Indianami i Francuzami w 1757 roku. Nazwa fortu została nadana w 1759 roku na cześć Claud Louis d’Espinchal, markiza de Massiac francuskiego ministra wojny. Massiac jest również miejscowością we Francji
We wrześniu 1845 roku został przeprowadzony, przez pierwszego szeryfa Massac, Johna W. Reada pierwszy spis mieszkańców według którego w hrabstwie żyło 250 osób.

## Demografia
Według spisu z 2000 roku hrabstwo zamieszkuje 15 161 osób, które tworzą 6 261 gospodarstw domowych oraz 4 320 rodzin. Gęstość zaludnienia wynosi 24 osób/km². Na terenie hrabstwa jest 6 951 budynków mieszkalnych o częstości występowania wynoszącej 11 budynków/km². Hrabstwo zamieszkuje 92,57% ludności białej, 5,48% ludności czarnej, 0,20% rdzennych mieszkańców Ameryki, 0,26% Azjatów, 0,33% ludności innej rasy oraz 1,16% ludności wywodzącej się z dwóch lub więcej ras, 0,81% ludności to Hiszpanie, Latynosi lub inni.
W hrabstwie znajduje się 6 261 gospodarstw domowych, w których 29,90% stanowią dzieci poniżej 18 roku życia mieszkający z rodzicami, 55,50% małżeństwa mieszkające wspólnie, 10,00% stanowią samotne matki oraz 31,00% to osoby nie posiadające rodziny. 28,00% wszystkich gospodarstw domowych składa się z jednej osoby oraz 14,10% żyje samotnie i ma powyżej 65 roku życia. Średnia wielkość gospodarstwa domowego wynosi 2,37 osoby, a rodziny wynosi 2,88 osoby.
Przedział wiekowy populacji hrabstwa kształtuje się następująco: 23,00% osób poniżej 18 roku życia, 7,90% pomiędzy 18 a 24 rokiem życia, 27,50% pomiędzy 25 a 44 rokiem życia, 23,80% pomiędzy 45 a 64 rokiem życia oraz 17,80% osób powyżej 65 roku życia. Średni wiek populacji wynosi 40 lat. Na każde 100 kobiet przypada 91,70 mężczyzn. Na każde 100 kobiet powyżej 18 roku życia przypada 87,90 mężczyzn.
Średni dochód dla gospodarstwa domowego wynosi 31 498 USD, a średni dochód dla rodziny wynosi 39 068 dolarów. Mężczyźni osiągają średni dochód w wysokości 32 793 dolarów, a kobiety 20 399 dolarów. Średni dochód na osobę w hrabstwie wynosi 16 334 dolarów. Około 10,40% rodzin oraz 13,50% ludności żyje poniżej minimum socjalnego, z tego 16,40% poniżej 18 roku życia oraz 14,10% powyżej 65 roku życia.

## Miasta
- Brookport
- Metropolis

## Wsie
- Joppa

## Ciekawe miejsca
- Bargerville
- New Liberty
- Round Knob
- Shady Grove
- Unionville